# Прилітала сова
«Прилітала сова» (азерб. «Bayquş gələndə...») — радянський дитячий художній фільм 1978 року, знятий на кіностудії «Азербайджанфільм». 

## Сюжет
Події у фільмі відбуваються в одному з селищ Апшерону. Герой фільму, юнак, вступивши в самостійне життя, стикається з різними людьми і стає свідком різних подій і починає розуміти життя.

## У ролях
- Емін Гафарзаде — Тахір
- Фікрет Мамедов — Васіф
- Гасан Турабов — Рашид
- Гюльшан Курбанова — Аділя
- Фірангіз Шаріфова — бабуся
- Ісмаїл Османли — Шахларбек
- Відаді Алієв — Каміль
- Севіль Расулова — Наїля
- Яшар Нурі — лікар

## Знімальна група
- Сценарій: Максуд Ібрагімбеков
- Режисер: Шаміль Махмудбеков
- Оператор: Аріф Наріманбеков
- Художник: Каміль Наджафзаде
- Композитор: Емін Сабітоглу